# Nepomuk
Nepomuk, äldre österrikiskt mansnamn.

## Personer med namnet Nepomuk
- Johann Nepomuk Berger (politiker)
- Johann Nepomuk Berger (schackspelare)
- Johannes Nepomuk
- Heinrich Johann Nepomuk von Crantz
- Johann Nepomuk David
- Johann Nepomuk Cosmas Michael Denis
- Johann von Nepomuk Hiedler
- Johann Nepomuk Hofzinser
- Johann Nepomuk Huber
- Johann Nepomuk Hummel
- Johann Nepomuk Krieger
- Klemens Wenzel Lothar Nepomuk von Metternich
- Johann Nepomuk Mälzel
- Johann Nepomuk Eduard Ambrosius Nestroy
- Johannes Nepomuk Neumann
- Johann Nepomuk Wilczek
- Jan Matyas Nepomuk August Vitásek